# やんば天明泥流ミュージアム
やんば天明泥流ミュージアム（やんばてんめいでいりゅうミュージアム）は、群馬県長野原町林にある博物館。2021年4月3日にオープンした。

## 概要
1783年に起きた浅間山の天明大噴火により発生し、周辺の村落を襲って大被害をもたらした大規模火山泥流（いわゆる天明泥流）について伝える博物館である。天明泥流では1,523人が死亡し2,065戸の家屋が被害を受けたとされる。
「やんば天明泥流ミュージアム」は、八ッ場ダムの水没地区周辺の発掘調査で出土した天明大噴火当時の遺物が多数展示されている施設であり、映像シアターや体験学習用スペースなども設けられている。八ツ場ダムの水没地などでは、1994年から2019年にかけての26年間、県埋蔵文化財調査事業団や町教委らによって、約100万平方メートルに及ぶ発掘調査が行われた。

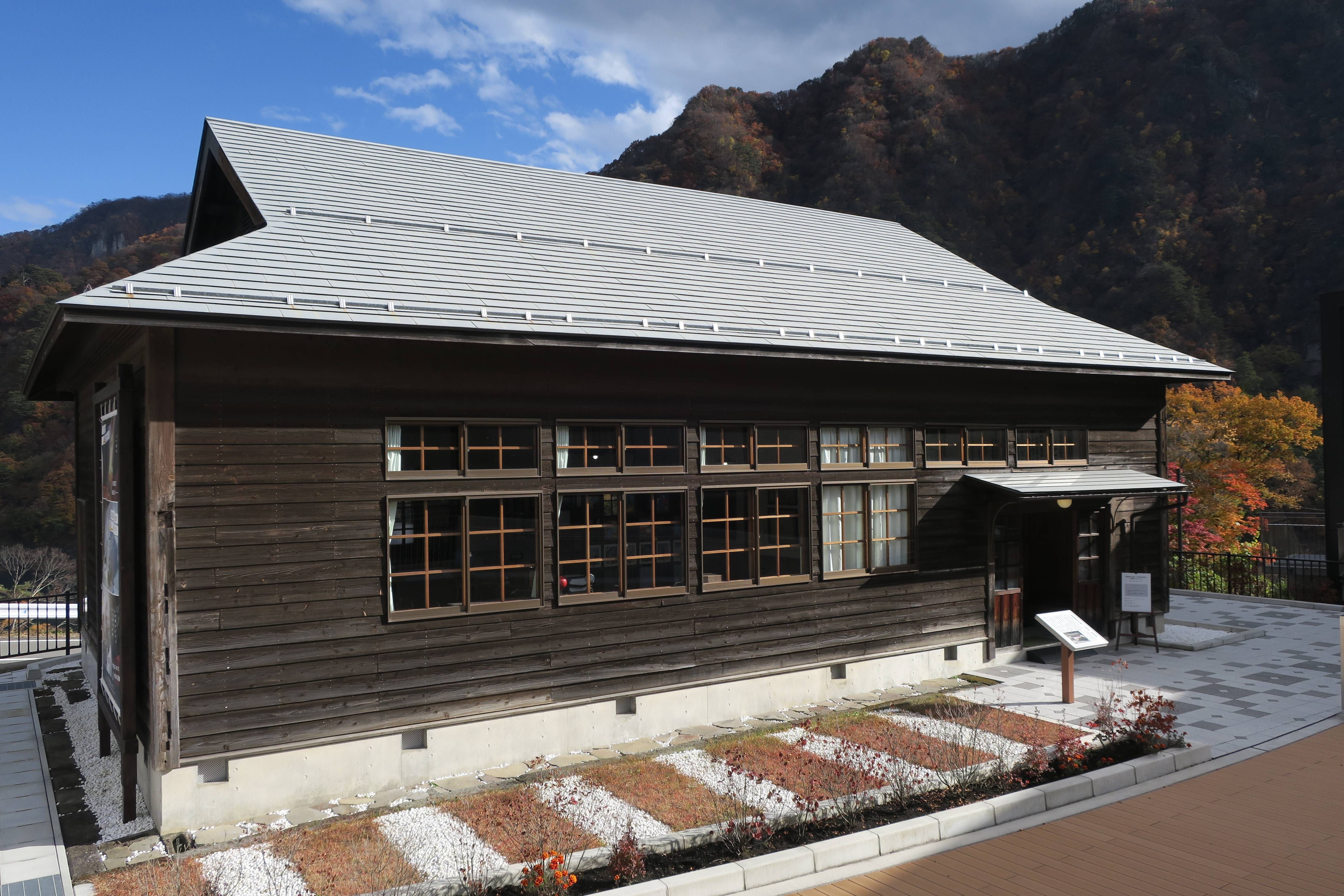
長野原町立第一小学校旧校舎

ミュージアムに隣接して、2002年まで使用された旧長野原第一小学校の校舎が移築され、教材などを展示している。

## 情報
- 住所：群馬県吾妻郡長野原町大字林1464-3[9]
- TEL：0279-82-5150
- FAX：0279-82-5152
- アクセス[9]
  - 道の駅八ッ場ふるさと館から徒歩10分
  - JR吾妻線長野原草津口駅から車で10分
  - 関越自動車道渋川伊香保ICから車で約60分
  - 上信越自動車道碓氷軽井沢ICから車で約75分
- 開館時間：9時 - 16時30分（最終入館16時）
- 入館料[9]
  - 一般：600円
  - 小中学生：400円
  - 長野原町民・未就学児は無料
- 休館日：水曜日・年末年始[9]
- 館長：古沢勝幸[5][1]